# Cáceres (Mato Grosso)
Cáceres, amtlich Município de Cáceres, ist eine Stadt im Südwesten des brasilianischen Bundesstaats Mato Grosso. Sie liegt am linken Ufer des Río Paraguay, etwa 100 km (Luftlinie) von der Grenze zu Bolivien und der dortigen Grenzstadt San Matías (Santa Cruz) entfernt. Die Hauptstadt Cuiabá des Bundesstaates Mato Grosso liegt etwa 400 km östlich. Das Pantanal, eines der größten Binnenland-Feuchtgebiete der Erde, liegt in der Umgebung von Cáceres. Es gehört zum UNESCO-Welterbe.
Die brasilianische Bundesstraße BR-070 verbindet Cáceres mit Cuiabá und San Matías (Santa Cruz) in Bolivien. Außerdem verfügt die Stadt über einen Flusshafen an der Wasserstraße Paraná-Paraguay mit Zugang zum Atlantik und einen Flughafen (IATA-Code CCX).
Die Stadt wurde im Jahr 1778 gegründet.
Cáceres ist Sitz des Bistums São Luíz de Cáceres. Die Universidade do Estado de Mato Grosso (UNEMAT) hat hier ebenfalls ihren Sitz und einen Campus.